# NK Ivančica Ivanec
NK Ivančica je nogometni klub iz Ivanca.
Klub u sustavu liga ima osam kategorija: U-8 prednatjecatelji, U-10 početnici, U-12 mlađi pioniri, U-14 stariji pioniri, U-16 kadeti, U-18 juniori, seniori i veterani. U sklopu kluba djeluje škola nogometa s četiri stalna trenera.
U sezoni 2022./23. klub je igrao u Elitnoj ŽNL Varaždin.

## Povijest
Klub je osnovan 11. ožujka 1934. g. kao Ivanečki nogometni klub Viktorija i počinje se natjecati u Zagrebačkoj podsaveznoj ligi III. župa Varaždin. 1938. g. je igrao predigru utakmici Zagreb – Beograd protiv riječkog kluba "Jela" Sušak. Nakon Drugog svjetskog rata, klub 1946. g. nastavlja igrati lige na području sjeverne Hrvatske i sjeveroistočne Slovenije. Klub je preimenovan u RNK Ivančica 1946. g. i financirali su ga Ivanečki rudnici.
Godine 1974. klub osvaja Kup županije varaždinske, a 1987. plasira se u Zagrebačku zonu. Sredinom 80-ih godina poboljšava se infrastruktura kluba i plasira se u Regionalnu ligu Zagreb, sve do 90-ih godina i početka Domovinskog rata. Klub je sezone 1991./1992., pod nazivom HNK Viktorija, igrao Ligu mira s drugim klubovima Varaždinske i Međimurske županije. Pod tim je nazivom igrao do 1994. godine, nakon čega mijenja ime u NK Tišljar Ivančica Ivanec. Pod tim imenom plasira se u 2. HNL 1997./1998. Kasnije se vraća na naziv Ivančica Ivanec i plasira se u 2. HNL 2001./2002.
Klub se natjecao u Hrvatskom nogometnom kupu 2001./02. i dolazi do šesnaestine finala, gdje ga zaustavlja Varteks. Zbog neorganizacije, 2006. godine pada u 4. HNL u kojoj je igrao do 2011. godine. Dolaskom nove uprave 2009. godine uspostavlja se nova uprava i zaustavlja višegodišnja stagnacija, a kasnije se vraća u 3. HNL. Na Hrvatskom nogometnom kupu 2012./13. ponovno dolazi do šesnaestine finala gdje ga zaustavlja Slaven Belupo.
Nakon 79 godina postojanja, u srpnju 2013. klub se zbog teških financijskih prilika privremeno ugasio. U rujnu 2013. g. izabrana je nova uprava, kao i prva predsjednica kluba, te novi izvršni odbor. Uslijed odlaska sponzora i cijele seniorske momčadi, klubu je odobreno smrzavanje statusa seniora na godinu dana, a djelovanje je usmjereno na mlađe uzraste.
Do 2017. g. s radom je ponovno krenulo osam momčadi: tri selekcije u 1. RNL (U-10, U-12 i U-14), a pet selekcija u 1. ŽNL  (dvije selekcije U-8, juniori, seniori i veterani). Prema podacima iz 2017., klub je imao oko 200 aktivnih igrača.

## Vanjske poveznice
- www.nk-ivancica.hr  Arhivirana inačica izvorne stranice od 6. listopada 2024. (Wayback Machine)